# اینگوند
اینگوند (انگلیسی: Ingund) همسر کلوتار یکم و ملکه فرانک ها بود او خواهر آرگوند همسر دیگر کلوتار یکم بود این دو دختران بادریک پادشاه تورینگا بود معروف است که اینگوند از اینکه خواهرش مجرد بماند بسیار نگران بود و از همسرش کلوتایر خواسته بود تا برای آرگوند شوهر پیدا کند